# ميشيل لوكلير
ميشيل لوكلير (بالفرنسية: Michel Leclerc)‏ هو كاتب سيناريو ومخرج فرنسي، ولد في 24 أبريل 1965 في باريس في فرنسا.

## وصلات خارجية
- ميشيل لوكلير على موقع IMDb (الإنجليزية)
- ميشيل لوكلير على موقع ألو سيني (الفرنسية)
- ميشيل لوكلير على موقع ميوزك برينز (الإنجليزية)
- ميشيل لوكلير على موقع أول موفي (الإنجليزية)
- ميشيل لوكلير على موقع قاعدة بيانات الفيلم (الإنجليزية)
- ميشيل لوكلير على موقع كينوبويسك (الروسية)